# گره سطل
گره سطل یا گره قلاب‌سنگ نوعی گره از نوع گره‌های قلابی است. از این گره جهت جابه‌جایی عمودی ظروفی نظیر سطل و بشکه و همچنین تهیه قلاب‌سنگ استفاده می‌شود. 

## روش

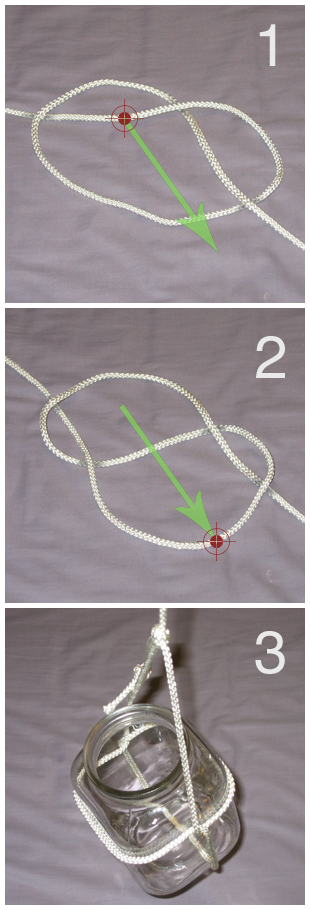
چگونگی ایجاد گره سطل